# Espagnol de Nouveau-Mexique
L'espagnol du Nouveau-Mexique ou (espagnol : Novomexicano) est une variété de l'espagnol parlé aux États-Unis, principalement dans le nord du Nouveau-Mexique et le sud du Colorado par les Néo-mexicains (ou Hispaniques néo-mexicains). Malgré l'influence continue de l'espagnol parlé au Mexique vers le sud, au contact des immigrants mexicains qui ont fui la révolution mexicaine pour se réfugier aux États-Unis, l'histoire politique unique du Nouveau-Mexique et son relatif isolement géographique et politique depuis l'annexion aux États-Unis ont fait que l'espagnol du Nouveau-Mexique diffère nettement de l'espagnol parlé dans d'autres parties de l'Amérique latine, à l'exception de certaines zones rurales du sud du Colorado, du nord du Mexique et du Texas. De nombreux locuteurs de l'espagnol du Nouveau-Mexique sont les descendants des colons espagnols et du Nouveau Monde qui sont arrivés au Nouveau-Mexique entre le XVIe et le XVIIIe siècle.
Après l'intervention américaine au Mexique, le Nouveau-Mexique et tous ses habitants ont été placés sous le gouvernement anglophone des États-Unis et, au cours des 100 années suivantes, le nombre d'anglophones a augmenté. Ces raisons sont à l'origine des principales différences entre l'espagnol du Nouveau Mexique et les autres formes d'espagnol hispano-américain : la conservation de formes et de vocabulaire espagnols de l'époque coloniale qui ne sont plus présents dans la norme (comme, dans certains endroits, haiga au lieu de haya ou Yo seigo, au lieu de Yo soy), l'emprunt de mots de la culture pueblo pour une partie du vocabulaire indigène (plus des ajouts en nahuatl apportés par les colons), des innovations lexicales et morphologiques indépendantes, et une grande proportion d'emprunts à l'anglais, en particulier pour la technologie (comme bos, troca et telefón).
Ces dernières années, un nouvel espagnol moderne du Nouveau-Mexique s'est développé, appelé renovador, qui contient un vocabulaire plus moderne. Cette évolution est due à la popularité croissante des médias en langue espagnole aux États-Unis et aux mariages mixtes entre les Néo-mexicains et les personnes d'origine mexicaine. Ce dialecte modernisé contient de l'argot espagnol mexicain (mexicanismos).